# Gardenia boninensis
Gardenia boninensis là một loài thực vật có hoa trong họ Thiến thảo. Loài này được (Nakai) Tuyama ex T.Yamaz. mô tả khoa học đầu tiên năm 1993.